# Tournoi de clôture du championnat du Guatemala de football 2002
Navigation
Saison précédente Saison suivante
Le Tournoi Clausura 2002 est le sixième tournoi saisonnier disputé au Guatemala.
C'est cependant la 53e fois que le titre de champion du Guatemala est remis en jeu.
Lors de ce tournoi, le CSD Municipal a conservé son titre de champion du Guatemala face aux neuf meilleurs clubs guatémaltèques.
Chacun des dix clubs participant était confronté deux fois aux neuf autres équipes. Puis les six meilleurs se sont affrontés lors d'une phase finale à la fin du tournoi.
Seulement une place était qualificative pour la Copa Interclubes UNCAF.

## Les 10 clubs participants
| \| Guatemala: Aurora FC CSD Comunicaciones CSD Municipal Antigua GFC Guatemala Cobán Imperial Guatemala CD Jalapa Deportivo Marquense Guatemala Deportivo Teculután Xelaju MC Deportivo Zacapa \| Localisation des clubs. |
| Guatemala: Aurora FC CSD Comunicaciones CSD Municipal Antigua GFC Guatemala Cobán Imperial Guatemala CD Jalapa Deportivo Marquense Guatemala Deportivo Teculután Xelaju MC Deportivo Zacapa                               |

Ce tableau présente les dix équipes qualifiées pour disputer le championnat 2001-2002. On y trouve le nom des clubs, le nom des stades dans lesquels ils évoluent ainsi que la capacité et la localisation de ces derniers.
| Club                     | Stade                           | Capacité | Ville             |
| Antigua GFC              | Stade Pensativo                 | 10 000   | Antigua Guatemala |
| Aurora FC                | Stade de l'Ejército             | 13 300   | Guatemala City    |
| Cobán Imperial           | Stade Verapaz                   | 15 000   | Cobán             |
| CSD Comunicaciones       | Stade Mateo Flores              | 30 000   | Guatemala City    |
| CD Jalapa                | Stade Las Flores                | 15 000   | Jalapa            |
| Deportivo Marquense      | Stade Marquesa de la Ensenada   | 10 000   | San Marcos        |
| CSD Municipal            | Stade Mateo Flores              | 30 000   | Guatemala City    |
| Deportivo Teculután (en) | Stade Julio Héctor Paz Castilla | 4 000    | Teculután         |
| Xelaju MC                | Stade Mario Camposeco           | 11 000   | Quetzaltenango    |
| Deportivo Zacapa         | Stade David Ordoñez Bardales    | 10 000   | Zacapa            |

## Compétition
Le tournoi Clausura change de format par rapport aux tournois saisonniers précédents, mais reste composé de deux phases :
- La phase de qualification : les dix-huit journées de championnat.
- La phase finale : les matchs aller-retour allant des quarts de finale à la finale.

### Phase de qualification
Lors de la phase de qualification les dix équipes affrontent à deux reprises les neuf autres équipes selon un calendrier tiré aléatoirement.
Les deux meilleures équipes sont qualifiées directement pour les demi-finales et les quatre suivantes pour les quarts de finale.
Le classement est établi sur le barème de points classique (victoire à 3 points, match nul à 1, défaite à 0).
Le départage final se fait selon les critères suivants :
- Le nombre de points.
- La différence de buts générale.
- Le nombre de buts marqué.

#### Classement
| Rang | Équipe                     | Pts | J  | G  | N | P  | Bp | Bc | Diff |
| ---- | -------------------------- | --- | -- | -- | - | -- | -- | -- | ---- |
| 1    | CSD Municipal T            | 50  | 18 | 16 | 2 | 0  | 61 | 11 | +50  |
| 2    | CSD Comunicaciones         | 32  | 18 | 10 | 2 | 6  | 33 | 28 | +5   |
| 3    | Xelaju MC                  | 24  | 18 | 7  | 3 | 8  | 26 | 26 | 0    |
| 4    | Aurora FC                  | 24  | 18 | 7  | 3 | 8  | 25 | 26 | -1   |
| 5    | Deportivo Zacapa           | 24  | 18 | 7  | 3 | 8  | 30 | 36 | -6   |
| 6    | Deportivo Marquense        | 24  | 18 | 7  | 3 | 8  | 23 | 29 | -6   |
| 7    | Cobán Imperial             | 23  | 18 | 6  | 5 | 7  | 31 | 29 | +2   |
| 8    | Deportivo Teculután (en) P | 19  | 18 | 6  | 1 | 11 | 23 | 35 | -12  |
| 9    | Antigua GFC                | 18  | 18 | 5  | 3 | 10 | 21 | 38 | -17  |
| 10   | CD Jalapa P                | 17  | 18 | 4  | 5 | 9  | 21 | 36 | -15  |

| Légende : Qualifications et relégations | Légende : Qualifications et relégations          |
| --------------------------------------- | ------------------------------------------------ |
|                                         | Qualifié pour les quarts de finale               |
|                                         | Qualifié pour les quarts de finale               |
|                                         | Relégué en Primera División de Guatemala         |
|                                         | T Tenant du titre P Promu de la saison 2000-2001 |

#### Matchs
| Résultats (▼dom., ►ext.)                                   | Ant | Aur | Cob | Com | Jal | Mar | Mun | Tec | Xel | Zac |
| Antigua GFC                                                |     | 2-0 | 4-3 | 1-3 | 1-1 | 1-2 | 0-4 | 2-0 | 1-0 | 4-2 |
| Aurora FC                                                  | 4-0 |     | 3-1 | 0-1 | 2-1 | 0-2 | 0-0 | 2-1 | 2-0 | 2-1 |
| Cobán Imperial                                             | 3-1 | 5-3 |     | 1-1 | 2-1 | 6-3 | 3-3 | 2-1 | 0-0 | 0-1 |
| CSD Comunicaciones                                         | 3-1 | 4-2 | 1-0 |     | 3-1 | 0-2 | 0-3 | 3-1 | 4-1 | 3-2 |
| CD Jalapa                                                  | 0-0 | 2-4 | 0-2 | 2-2 |     | 1-0 | 0-3 | 3-1 | 1-1 | 5-3 |
| Deportivo Marquense                                        | 1-1 | 2-0 | 1-1 | 2-0 | 2-0 |     | 0-1 | 1-0 | 1-2 | 0-2 |
| CSD Municipal                                              | 6-2 | 2-0 | 1-0 | 3-2 | 6-0 | 4-1 |     | 6-0 | 4-2 | 8-0 |
| Deportivo Teculután (en)                                   | 2-0 | 1-0 | 1-1 | 4-1 | 1-2 | 4-1 | 0-3 |     | 3-1 | 1-0 |
| Xelaju MC                                                  | 1-0 | 0-0 | 1-0 | 1-2 | 2-0 | 5-1 | 0-1 | 4-1 |     | 4-2 |
| Deportivo Zacapa                                           | 3-0 | 1-1 | 3-1 | 1-0 | 1-1 | 1-1 | 1-3 | 3-1 | 3-1 |     |
| - Victoire à domicile - Match nul - Victoire à l'extérieur |     |     |     |     |     |     |     |     |     |     |

### La phase finale
Les six équipes qualifiées sont réparties dans le tableau final d'après leur classement général, le premier affrontant lors des demi-finales le vainqueur du quart opposant le quatrième au cinquième et le deuxième affrontant le vainqueur du quart opposant le troisième au sixième.
En cas d'égalité sur la somme des deux matchs, c'est l'équipe étant la mieux classé lors de la compétition régulière qui l'emporte à l'exception de la finale où une prolongation puis une séance de tirs au but ont éventuellement lieu.

#### Tableau
|  |                     |                    |                    |               |               |     |   |            |            |            |            |               |     |   |        |        |        |        |        |  |  |
|  | 1/4 de finale       | 1/4 de finale      | 1/4 de finale      | 1/4 de finale | 1/4 de finale |     |   | 1/2 finale | 1/2 finale | 1/2 finale | 1/2 finale | 1/2 finale    |     |   | Finale | Finale | Finale | Finale | Finale |  |  |
|  |                     |                    |                    |               |               |     |   |            |            |            |            |               |     |   |        |        |        |        |        |  |  |
|  |                     |                    |                    |               |               |     |   |            |            |            |            |               |     |   |        |        |        |        |        |  |  |
|  |                     |                    |                    |               |               |     |   |            |            |            |            |               |     |   |        |        |        |        |        |  |  |
|  |                     |                    |                    |               |               |     |   |            |            |            |            |               |     |   |        |        |        |        |        |  |  |
|  |                     |                    |                    |               |               |     |   |            |            |            |            |               |     |   |        |        |        |        |        |  |  |
|  | CSD Municipal       | (1)                | 1                  | 5             |               |     |   |            |            |            |            |               |     |   |        |        |        |        |        |  |  |
|  | CSD Municipal       | (1)                | 1                  | 5             |               |     |   |            |            |            |            |               |     |   |        |        |        |        |        |  |  |
|  |                     |                    | Deportivo Zacapa   | (5)           | 1             | 0   |   |            |            |            |            |               |     |   |        |        |        |        |        |  |  |
|  | Aurora FC           | (4)                | Deportivo Zacapa   | (5)           | 1             | 0   | 1 | 2          |            |            |            |               |     |   |        |        |        |        |        |  |  |
|  | Aurora FC           | (4)                |                    |               |               |     |   |            |            |            |            |               |     |   |        |        |        |        |        |  |  |
|  | Deportivo Zacapa    | (5)                | 1                  | 4             |               |     |   |            |            |            |            |               |     |   |        |        |        |        |        |  |  |
|  | Deportivo Zacapa    | (5)                | 1                  | 4             |               |     |   |            |            |            |            | CSD Municipal | (1) | 1 | 2      |        |        |        |        |  |  |
|  |                     |                    |                    |               |               |     |   |            |            |            |            | CSD Municipal | (1) | 1 | 2      |        |        |        |        |  |  |
|  |                     | CSD Comunicaciones | (2)                | 2             | 0             |     |   |            |            |            |            |               |     |   |        |        |        |        |        |  |  |
|  | Xelaju MC           | CSD Comunicaciones | (2)                | 2             | 0             | (3) |   |            |            |            |            |               |     |   |        |        |        |        |        |  |  |
|  | Xelaju MC           |                    |                    |               |               |     |   |            |            |            |            |               |     |   |        |        |        |        |        |  |  |
|  | Deportivo Marquense | (6)                |                    |               |               |     |   |            |            |            |            |               |     |   |        |        |        |        |        |  |  |
|  | Deportivo Marquense | (6)                | Xelaju MC          | (3)           | 3             | 0   |   |            |            |            |            |               |     |   |        |        |        |        |        |  |  |
|  |                     |                    |                    |               |               | 0   |   |            |            |            |            |               |     |   |        |        |        |        |        |  |  |
|  |                     |                    | CSD Comunicaciones | (2)           | 2             | 2   |   |            |            |            |            |               |     |   |        |        |        |        |        |  |  |
|  |                     |                    |                    |               |               | 2   |   |            |            |            |            |               |     |   |        |        |        |        |        |  |  |
|  |                     |                    |                    |               |               |     |   |            |            |            |            |               |     |   |        |        |        |        |        |  |  |
|  |                     |                    |                    |               |               |     |   |            |            |            |            |               |     |   |        |        |        |        |        |  |  |
|  |                     |                    |                    |               |               |     |   |            |            |            |            |               |     |   |        |        |        |        |        |  |  |

#### Quarts de finale
| Club      | Aller | Retour | Club                | Commentaire |
| Aurora FC | 1-1   | 2-4    | Deportivo Zacapa    |             |
| Xelaju MC | 2-2   | 1-1    | Deportivo Marquense |             |

#### Demi-finales
| Club               | Aller | Retour | Club             | Commentaire |
| CSD Municipal      | 1-1   | 5-0    | Deportivo Zacapa |             |
| CSD Comunicaciones | 2-3   | 2-0    | Xelaju MC        |             |

#### Finale
| Match aller  | CSD Comunicaciones                           | 2:1   | CSD Municipal         | Stade Mateo Flores |  |
| 12 juin 2002 | 35e (csc) Selvin Ponciano · 83e Israel Donis | (1:0) | 47e Juan Carlos Plata |                    |  |

| Match retour | CSD Municipal                               | 2:0   | CSD Comunicaciones | Stade Mateo Flores |  |
| 16 juin 2002 | 28e Selvin Ponciano · 39e Juan Carlos Plata | (2:0) |                    |                    |  |

## Bilan du tournoi
| Tournoi de clôture du championnat de football du Guatemala 2002 |                    |
| Champion                                                        | CSD Municipal      |
| Dauphin                                                         | CSD Comunicaciones |
| Coupes et trophées                                              |                    |
| Vainqueur Copa de Guatemala                                     | CD Jalapa          |
| Qualifications continentales                                    |                    |
| Copa Interclubes UNCAF 2002 (Phase de groupes)                  | CSD Comunicaciones |
| Promotions et relégations                                       |                    |
| Promus en Liga Nacional de Guatemala                            | Juventud Retalteca |
| Relégués en Primera División de Guatemala                       | CD Jalapa          |